# Bistra (Maramureș)
Bistra es una comuna ubicada en el distrito de Maramureș, Rumania.

## Superficie
Cuenta con una superficie de 132,3 kilómetros cuadrados.

## Demografía
Hasta 2021 la población era de 3716 habitantes, con una densidad de población de 28,09 habitantes por kilómetro cuadrado.